# Hans-Eberhard Urbaniak

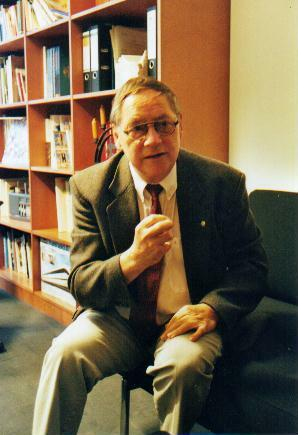
Hans-Eberhard Urbaniak, 2001

Hans-Eberhard Urbaniak (* 9. April 1929 in Dortmund-Dorstfeld; † 14. April 2024) war ein deutscher Gewerkschaftssekretär und Politiker (SPD).

## Leben und Beruf
Nach dem Besuch der Volksschule ging Hans-Eberhard Urbaniak auf die Bergberufsschule und absolvierte seit 1943 eine Ausbildung zum Bergmann. Anschließend arbeitete er als Knappe und Hauer unter Tage auf der Zeche Dortmund-Dorstfeld. Er trat 1945 in die IG Bergbau und Energie ein und wurde später Betriebsratsvorsitzender. Von 1950 bis 1955 besuchte er Lehrgänge an den Bundesschulen des DGB und 1955/56 bildete er sich an der Sozialakademie Dortmund fort. Er war Aufsichtsrat bei Orenstein & Koppel und seit 1984 bei der Hoesch AG sowie der Rothe Erde Schmiedag AG.
1961 nahm er eine Tätigkeit als Gewerkschaftssekretär beim Vorstand der IG Bergbau und Energie Bochum auf. Er war verheiratet und hatte ein Kind.

## Partei
Hans-Eberhard Urbaniak war seit 1951 Mitglied der SPD. Er wurde 1968 zum Vorsitzenden des SPD-Ortsvereins Dortmund-Dorstfeld-Oberdorf und im selben Jahr in den Vorstand des SPD-Unterbezirks Dortmund gewählt. Er gehörte dem Bezirksvorstand der SPD Westl. Westfalen an. Ferner war er Mitbegründer der Arbeitsgemeinschaft für Arbeit in der SPD und über 15 Jahre deren stellvertretender Bundesvorsitzender.

## Abgeordneter
Hans-Eberhard Urbaniak war von 1964 bis 1970 Ratsmitglied der Stadt Dortmund. Dem Deutschen Bundestag gehörte er von 9. März 1970, als er über die Landesliste der SPD Nordrhein-Westfalen für den verstorbenen Abgeordneten Werner Jacobi nachrückte, bis 2002 an. Im Parlament vertrat er von 1972 bis 1980 den Wahlkreis Dortmund II und anschließend bis 2002 den Wahlkreis Dortmund I. Nach dem Tod Fred Gebhardts war er von 2000 bis 2002 Alterspräsident des Bundestages.
Von 1991 bis 2003 war Hans-Eberhard Urbaniak stellvertretender Bundeswahlbeauftragter für die Sozialversicherungswahlen. Von Oktober 2003 bis 2007 war er als Bundeswahlbeauftragter für die Sozialversicherungswahlen ehrenamtlich im Bundesministerium für Arbeit und Soziales zuständig für die Vorbereitung und Durchführung der Wahlen in der Sozialversicherung.

## Ehrungen
Hans-Eberhard Urbaniak wurde am 7. November 1991 mit dem Verdienstorden des Landes Nordrhein-Westfalen ausgezeichnet.